# Szmaragdzianka
Szmaragdzianka, konura niebieskoczelna (Thectocercus acuticaudatus) – gatunek średniej wielkości ptaka z rodziny papugowatych (Psittacidae). Występuje w Ameryce Południowej. Nie jest zagrożony wyginięciem. Często spotykany w hodowlach, zwłaszcza w USA.

## Taksonomia
Gatunek ten jest jedynym przedstawicielem rodzaju Thectocercus, który został wyodrębniony z Aratinga w oparciu o badania genetyczne (sekwencjonowanie DNA). Niektórzy zaliczają szmaragdziankę do rodzaju Psittacara. Zazwyczaj wyróżnia się 5 podgatunków.

## Podgatunki i zasięg występowania
Poszczególne podgatunki zamieszkują:
- T. a. koenigi (Arndt, 1995) – północno-wschodnia Kolumbia, północna Wenezuela
- T. a. neoxenus (Cory, 1909) – wyspa Margarita (u wybrzeży Wenezueli)
- T. a. haemorrhous (von Spix, 1824) szmaragdzianka modroczelna[2] – interior północno-wschodniej Brazylii
- T. a. neumanni (Blake & Traylor, 1947) – wyżyny wschodniej Boliwii
- T. a. acuticaudatus (Vieillot, 1818) – szmaragdzianka modrogłowa[2] – wschodnia Boliwia i południowa Brazylia po północną Argentynę i zachodni Urugwaj. Introdukowana na Florydzie i w południowej Kalifornii[6].

## Morfologia
Długość ciała 33–38 cm, masa ciała 160,4–198 g. Ubarwienie zielone, pierś jaśniej zielona, głowa ciemniejsza i lekko niebieskawa. Zielono-złotobrązowo-rdzawy, długi i spiczasty ogon. Dziób różowobrązowy, dość masywny. Obrączka powiekowa biaława.

## Rozród
Sezon lęgowy w zależności od rejonu – grudzień w Paragwaju i Argentynie, marzec–lipiec w Wenezueli, maj–sierpień na wyspie Margarita. W zniesieniu zazwyczaj 3 jaja o wymiarach 33,0×24,0 mm (w Argentynie 2, a u podgatunku neoxenus 3–5). W niewoli inkubacja trwa 23–24 dni, a młode są w pełni opierzone po 7–8 tygodniach.

## Status
Międzynarodowa Unia Ochrony Przyrody (IUCN) uznaje szmaragdziankę za gatunek najmniejszej troski (LC – least concern) nieprzerwanie od 1988 roku. Liczebność światowej populacji nie została oszacowana, choć ptak ten opisywany jest jako pospolity. Trend liczebności populacji uznaje się za spadkowy ze względu na odłów tych ptaków do niewoli. Gatunek ten jest ujęty w II załączniku konwencji waszyngtońskiej (CITES).